# Gorzków (powiat staszowski)
Gorzków – wieś sołecka w Polsce położona w województwie świętokrzyskim, w powiecie staszowskim, w gminie Bogoria.
Po wojnie siedziba gminy Malkowice. W latach 1975–1998 miejscowość należała administracyjnie do województwa tarnobrzeskiego.
Przez miejscowość przebiega droga wojewódzka nr 757.

## Współczesne części wsi
Poniżej w tabeli 1 integralne części wsi Gorzków (0788175) z aktualnie przypisanym im numerem SIMC (zgodnym z Systemem Identyfikatorów i Nazw Miejscowości) z katalogu TERYT (Krajowego Rejestru Urzędowego Podziału Terytorialnego Kraju).
| SIMC    | Nazwa           | Rodzaj  |
| ------- | --------------- | ------- |
| 0788181 | Kolonia Gorzków | kolonia |

## Dawne części wsi – obiekty fizjograficzne
W latach 70. XX wieku przyporządkowano i opracowano spis lokalnych części integralnych dla Gorzkowa zawarty w tabeli 2.

| Nazwa wsi – miasta      | Nazwy części wsi – miasta                          | Nazwy obiektów fizjograficznych – charakter obiektu |
| ----------------------- | -------------------------------------------------- | --- |
| I. Gromada PRZYBOROWICE |                                                    | |
| 1. Gorzków              | 1. Dwór 2. Glinik 3. Gorzków-Kolonia 4. Stara Wieś | 1. Błociska — pole, łąka 2. Buczyna — pole 3. Cmentarzyska — pole 4. Gorzków-Kolonia — pole 5. Karczmisko — pole 6. Kliniec — pole 7. Koło Szosy — pole 8. Kopanina — pole 9. Pastwisko — pole, łąka 10. Pod Cebrem — pole 11. Pod Górą — pole 12. Pod Gulowym Dołem — pole 13. Pod Krzywą Drogą — pole 14. Pod Łopatnem — pole 15. Przymiarki — pole 16. Zbrza — pole, łąka |

## Historia
W XIX wieku Gorzków był wsią i folwarkiem w dawnym powiecie opatowskim, gminie Malkowice. Należał do parafii w Kiełczynie. Oddalony był o 7 wiorst od Iwanisk. W 1827 r. Gorzków liczył 18 domów i 109 mieszkańców, zaś w 1881 r. 23 domy i 221 mieszkańców. Do miejscowości należało wówczas 373 mórg ziemi dworskiej i 176 mórg włościańskiej.
Wymienia tę wieś Długosz L.B. (t.I s.321). Wieś należała wówczas do parafii w Iwaniskach.

## Zabytki
- Zespół dworski z 2 poł. XIX w., wpisany do rejestru zabytków nieruchomych województwa świętokrzyskiego decyzją wojewódzkiego konserwatora zabytków (A.846/1-2 z 20.12.1957 i z 10.08.1982)[10]. W krajowym rejestrze NID wpisany pod numerem 643773. Na zespół składają się dwa obiekty:
  - Dwór z drugiej połowy XIX wieku (wpisany na listę zabytków w 1982 r., numer NID: 643774);
  - Park z drugiej połowy XIX wieku (wpisany po raz pierwszy na listę zabytków w 1957 r., numer NID: 643775).

## Literatura
- Kaczmarek Leon (red. nauk. zeszytu), Taszycki Witold (red. nauk. wyd.): Urzędowe Nazwy miejscowości i obiektów fizjograficznych. 33. Powiat staszowski województwo kieleckie. Komisja ustalania nazw miejscowości i obiektów fizjograficznych (do użytku służbowego). Z: 33. Warszawa: Urząd Rady Ministrów. Biuro do Spraw Prezydiów Rad Narodowych, 1970. Brak numerów stron w książce